# Мала Попадя
Мала́ Попадя́ — гірська вершина в Українських Карпатах, у масиві Ґорґани. Лежить у південній частині Рожнятівського району Івано-Франківської області. Розташована неподалік (на північний захід) від гори Попаді і є нижчою від нею (звідси й назва — Мала Попадя). Висота 1597 м. Вершина асиметрична, пласка, північні та західні схили круті. Поширені кам'яні осипища і густі важкопрохідні чагарники — криволісся. При підніжжі гори — хвойні ліси (ялина, сосна).
На північний схід від Малої Попаді розташовані гори Паренки (1735 м) та Ґрофа (1748 м), на схід — гора Студенець (1600 м).
Найближчий населений пункт — село Осмолода.